# Высокий, Равновысокий и Третий

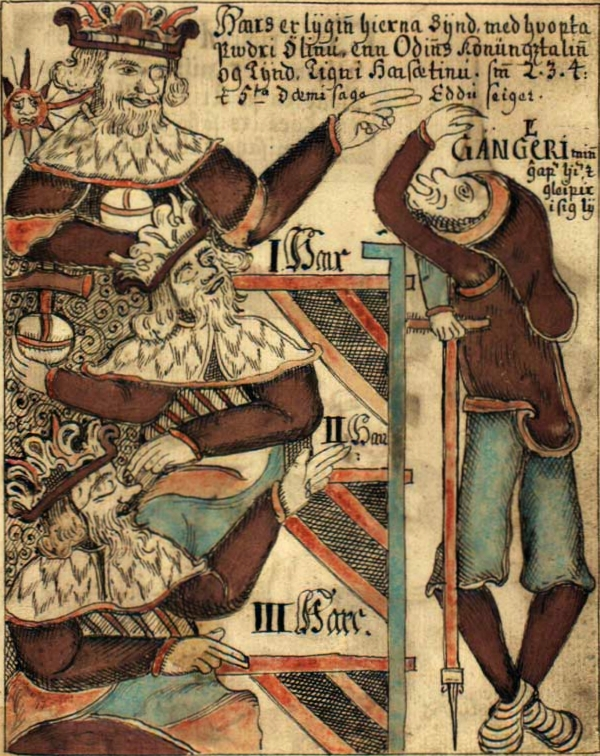
Высокий, Того-же-роста и Третий говорят с Ганлери, манускрипт XVIII века.

Высокий, Того-же-роста, и Третий (др.-сканд. Hár, Jafnhár, и Þriðji, соответственно) — три человека, отвечавших на вопросы Ганлери (так представился конунг Гюльви для маскировки) в книге из Младшей Эдды под названием Видение Гюльви.
Все трое сидят на троне: Высокий — на самом низком, Того-же-роста — на среднем по высоте, Третий — на самом высоком троне.
В 20-й Главе Видение Гюльви сказано, что эти имена — псевдонимы Одина:
[Один] называл себя разными именами, посещая конунга Гейррода:
"Я называю себя [...] Третьим, [...] Высоким, [... и] Того-же-роста"
— Снорри Стурлусон, Младшая Эдда